# 劉振南
劉振南（1963年—），台灣著名黑幫人士、企業家、出生於台灣台北縣中和市，綽號「扣頭」，台灣黑社會組織竹聯幫第三任幫主。其家族在新北市中和區政商關係良好，劉振南曾經擔任過台北縣中和市市政顧問、以及新北市長侯友宜競選市長期間擔任競總顧問團副團長，因與地方政商關係密切，在中和、永和地方頗具分量。
劉振南曾經擔任竹聯幫愛堂堂主，因行事低調並成功轉型經商鮮少出現在黑幫事務之中，直至2007年竹聯幫精神領袖陳啟禮逝世時，擔任陳啟禮的護靈八大老受到媒體關注報導，並且再於2010年發生連勝文槍擊案，劉振南在危急時刻阻止槍擊事件進一步發生悲劇而聲名大噪，受到大眾媒體及社會高度關注而廣為人知。
2025年2月竹聯幫第二任幫主「么么」黃少岑逝世後，竹聯幫招開內部會議討論後，議定由劉振南為第三任幫主。

## 生平經歷
劉振南在1970年代末16歲在學時期加入竹聯幫，因竹聯幫最初成立於中和的地緣關係，受到陳啟禮、黃少岑等竹聯幫大老提攜重用，被視為正規嫡系。竹聯幫在1980年代多元建堂之初，劉振南加入由綽號「文仔」李文智、「小胖」張照宇等人領導的竹聯幫愛堂，然而李文智因案出走海外，張照宇因為涉及「法庭大廈血案」遭到警方逮捕入獄，時年僅21歲的劉振南便代理堂主運作愛堂事務，而後被媒體視為竹聯幫愛堂第一代堂主。
1984年發生「江南案」導致台灣當局實行「一清專案」全國大掃黑，劉振南也因持有槍械及子彈遭檢肅移送至綠島監獄管訓。曾在1987年管訓期間在台中后里職訓隊脫逃，脫逃8個月後再遭到逮捕歸案，經過特赦減刑之後於1990年前後出獄。1993年間再因持有安非他命、衝鋒槍及200顆子彈再度落網。出獄後為避免再遭到警方注意，行事趨向低調逐步淡出黑幫事務。1999年在其舅舅呂芳煙時任中和市市長時期，受聘擔任中和市政顧問聯誼室主任，專門負責與市代會、各級民代及地方大老協調溝通。地方人士指出，他處事有魄力，替呂芳煙贏得頗多的社會資源，亦逐步在台北縣中和市等地方建立起政商人脈，開始轉型經商從事土地開發及建築生意。
2007年，竹聯幫精神領袖「鴨霸子」陳啟禮逝世，原本低調多年淡出黑幫的劉振南，受到媒體報導披露為陳啟禮的護靈八大老便開始受到關注。在2010年11月26日，劉振南於永和市參與了時任台北縣議會副議長陳鴻源舉辦2010年五都選舉的造勢晚會，未料卻直擊當地黑幫份子「馬面」林正偉槍擊連勝文的行兇過程，第一時間挺身相救，意外成為連勝文的救命恩人而聲名大噪，使得原本低調的劉振南受到媒體追蹤報導並封為「連勝文救星」，以及社會大眾高度關注而廣為人知。（※連勝文槍擊案）
劉振南為了避免受到警方注意卸任愛堂堂主身分，交由親信呂芳志擔任愛堂堂主，身居幕後擔任精神領袖，開始承攬不少工程營造生意，與全台各方勢力有良好互動。2018年更擔任前警政署長侯友宜競選新北市市長時的中和區聯合總部顧問團副團長，因其黑幫背景卻成為前警政署長的競選顧問，引起不小的社會輿論。
2022年依據媒體報導，竹聯幫第二任幫主「么么」黃少岑有意培養劉振南為新任幫主，認為劉振南行事作風低調，政商關係良好，因為連勝文槍擊事件受到國民黨重量級人士肯定，他的形象對竹聯幫插足政治之路頗能加分。但是因為竹聯幫內部存在不同的反對聲浪，認為劉振南在竹聯幫內無重大聲望，愛堂也非重要堂口，黃少岑為了擺平內部不滿聲浪，便積極展開安撫。故雖然已內定劉振南接位，但仍在思考適當時機宣布。
2025年2月，竹聯幫幫主黃少岑因病逝世，因為黃少岑在逝世前並未來得及宣布由誰繼位第三任幫主，避免再度造成竹聯幫因為權力鬥爭發生分裂，幫內高層為此在深夜緊急召開會議討論，會後決議由劉振南繼任竹聯幫第三任幫主，並擔任黃少岑的治喪委員會主任委員處理前幫主後事，藉此宣達新任幫主事宜，經由海內外各方媒體報導受到高度關注。

## 家族
前中和市市長呂芳煙、以及前國大代表陳治男為劉振南的舅舅。呂芳煙為台灣地方派系中和「呂游派」的代表人物；陳治男時任國大代表期間成立次級問政團體「祥和會」擔任會長，成為當時國民大會中影響力最大的問政團體，因此其家族在中和地區政商關係良好頗具分量。

## 軼聞
劉振南年少時期加入竹聯幫，正逢陳啟禮因陳仁事件出獄後回歸統整迅速發展時期，因為竹聯幫最初成立於中和地區，劉振南因為地緣關係結識竹聯幫大老並受到提攜重用。在1980年代竹聯幫發展多元建堂創設八大堂口時，年紀雖輕的劉振南與董桂森、花繼忠、項美華等人分別執掌最早的忠、孝、仁、愛等四個堂口而崛起。前竹聯幫忠堂執事也是前十大槍擊要犯的殺手「神經劉」劉煥榮，曾經在獄中的筆記嚴厲評判尚為青年的劉振南「不學無術」，在一清專案全國掃黑時期，因為行事輕忽不謹慎遭到警方查獲槍械等武器，導致連累許多愛堂兄弟遭到逮捕移送綠島管訓。
劉振南因為連勝文槍擊案救了連勝文，而使得其在一夜之間躍上全國知名人物，進而影響五都選舉結果及引發政治角力。劉振南曾透過友人聲明，因為與陳鴻源父親陳明雄是好友，當晚僅是單純到現場替好友兒子加油打氣，卻撞見嫌犯在舞台旁行徑詭異因此特別留意，意外阻止槍擊事件並救了連勝文。「白狼」張安樂第一時間就打電話給劉振南，表示劉振南向他描述了救連勝文的經過，也提到不希望在案情大白前「節外生枝」，意指因為自己的幫派背景，被民進黨用來炒作選情或被媒體誤導。
竹聯幫第二任幫主「么么」黃少岑在2010年代後期因健康因素退居幕後，數年來便由愛堂「扣頭」劉振南、南堂「大川」程大川、平堂「偉強」孟維強等人協助代為處理竹聯幫事務，黃少岑認為竹聯幫需要進行轉型，劉振南因行事低調，其背景政商關係良好，且成功轉型成商人，並與全台各地勢力多有互動，便積極培養劉振南為接班人。但是因為竹聯幫內部派系眾多，劉振南的愛堂在竹聯幫內聲勢並不出色，對幫內也未有重大戰績，引發繼任資格的爭論，以至於未能在黃少岑在世時順利接位。